# James Yap
Yap Kek-kiong, meglio conosciuto come James Yap (葉克強T, Yè KèqiángP; 26 agosto 1933 – 2003), è stato un cestista taiwanese con cittadinanza filippina.

## Carriera
Con Taiwan ha disputato i Giochi olimpici di Melbourne 1956 i Campionati del mondo del 1954.